# Doktor No (film)
Doktor No (ang. Dr. No) – pierwszy film wytwórni EON Productions o przygodach Jamesa Bonda, oparty na książce Iana Fleminga. W postać brytyjskiego agenta wcielił się Sean Connery.

## Fabuła
Na Jamajce zostają zamordowani rezydujący tam agent brytyjskiego wywiadu MI6 – Strangways oraz jego sekretarka. Strangways badał pochodzenie sygnału zakłócającego sterowanie amerykańskich rakiet, który prawdopodobnie został nadany z Jamajki. Z tego powodu Bond musi przerwać pobyt w kasynie, gdzie właśnie poznał pannę Sylvię Trench (Eunice Gayson) i podjąć śledztwo na miejscu.
Po wylądowaniu na wyspie staje się obiektem zainteresowania zarówno agenta CIA, Felixa Leitera (Jack Lord), a także profesora Denta (Anthony Dawson), pracującego dla tajemniczego naukowca (Joseph Wiseman) i jego ludzi, którzy próbują go zgładzić. Bond i Leiter kontynuują śledztwo dotyczące tajemniczych sygnałów, a zebrane w jego trakcie wskazówki prowadzą na Wyspę Krabów, gdzie znajduje się kopalnia boksytów należąca do Chińczyka zwanego doktorem No. Bond umawia się z panną Taro (Zena Marshall), również pracującą dla Denta. Panna Taro zostaje zdemaskowana i wydana w ręce policji, a następnie Bond zastawia pułapkę, w którą wpada Dent. Nocą Bond, Leiter i jego pomocnik Quarrel (John Kitzmiller) płyną na Wyspę Krabów. Rankiem Bond spotyka zbierającą muszle pannę Honey Ryder (Ursula Andress), wraz z którą wpada w łapy doktora No – szalonego multimilionera, członka organizacji SPECTRE (pol. „WIDMO”), który za pieniądze ukradzione chińskiej mafii w swoich tajnych laboratoriach prowadzi badania nad promieniotwórczością i próby przechwytywania amerykańskich rakiet. Bond wydostaje się z celi i sabotuje próbę przejęcia rakiety kosmicznej, zabijając przy tym Doktora No. Na koniec ratuje uwięzioną dziewczynę, której grozi śmiertelne niebezpieczeństwo, i razem uciekają, na krótko nim laboratoria Dr No wylatują w powietrze. Dryfująca łódź, w której płynie Bond i panna Honey, odnajduje Leiter wraz z marynarką brytyjską.

## Słynne elementy
- Jest to jeden z nielicznych filmów z serii, w którym Bond, po przybyciu do hotelu nie szuka „pluskiewek”.
- Już w pierwszych minutach filmu widz poznaje słynne przedstawienie się Bonda: Nazywam się Bond. James Bond. Bond wypowiada je przy stoliku w kasynie.
- Dowiaduje się także, co oznacza 00. M wysyłając Bonda na Jamajkę, instruuje go, że podwójne zero oznacza licencję na zabijanie, a nie licencję na bycie zabitym.
- Bond pije także wódkę z Martini – wstrząśniętą, nie mieszaną.
- Bond początkowo używa Beretty, jednak zostaje zmuszony przez M do zmiany na obowiązujący w MI6 pistolet Walther PPK.
- Walthera PPK przynosi Bondowi zbrojmistrz, a nie Q. Jest to jedyna ze stałych postaci serii, która nie pojawia się w filmie. Pozostałe, tj. M, Felix Leiter, Panna Moneypenny pojawiają się w pierwszych minutach.
- W wielu następnych filmach z serii, np. Tylko dla twoich oczu, Bond jest demaskowany jako brytyjski zabójca na podstawie tego, że używa Walthera PPK. Jego przeciwnicy twierdzą, iż jest to ulubiona broń wywiadu brytyjskiego. W Doktorze No Walther PPK przedstawiony jest przez M jako ulubiona broń CIA.
- W filmie pojawia się niejaki Quarrel, którego syn pojawia się w Żyj i pozwól umrzeć. Po raz pierwszy pojawia się także Organizacja WIDMO, główny przeciwnik Bonda w początkowych filmach z serii.

## Obsada
- Sean Connery – James Bond
- Ursula Andress – Honey Ryder
- Nikki van der Zyl –
  - Honey Ryder (głos),
  - Sylvia Trench (głos)
- Joseph Wiseman – dr Julius No
- Jack Lord – Felix Leiter
- Anthony Dawson – prof. Dent
- Zena Marshall – panna Taro
- John Kitzmuller – Quarrel
- Bernard Lee – M
- Lois Maxwell – Panna Moneypenny
- Peter Burton – major Boothroyd
- Eunice Gayson – Sylvia Trench
- Yvonne Shima – Siostra Lily
- Michel Mok – Siostra Rose

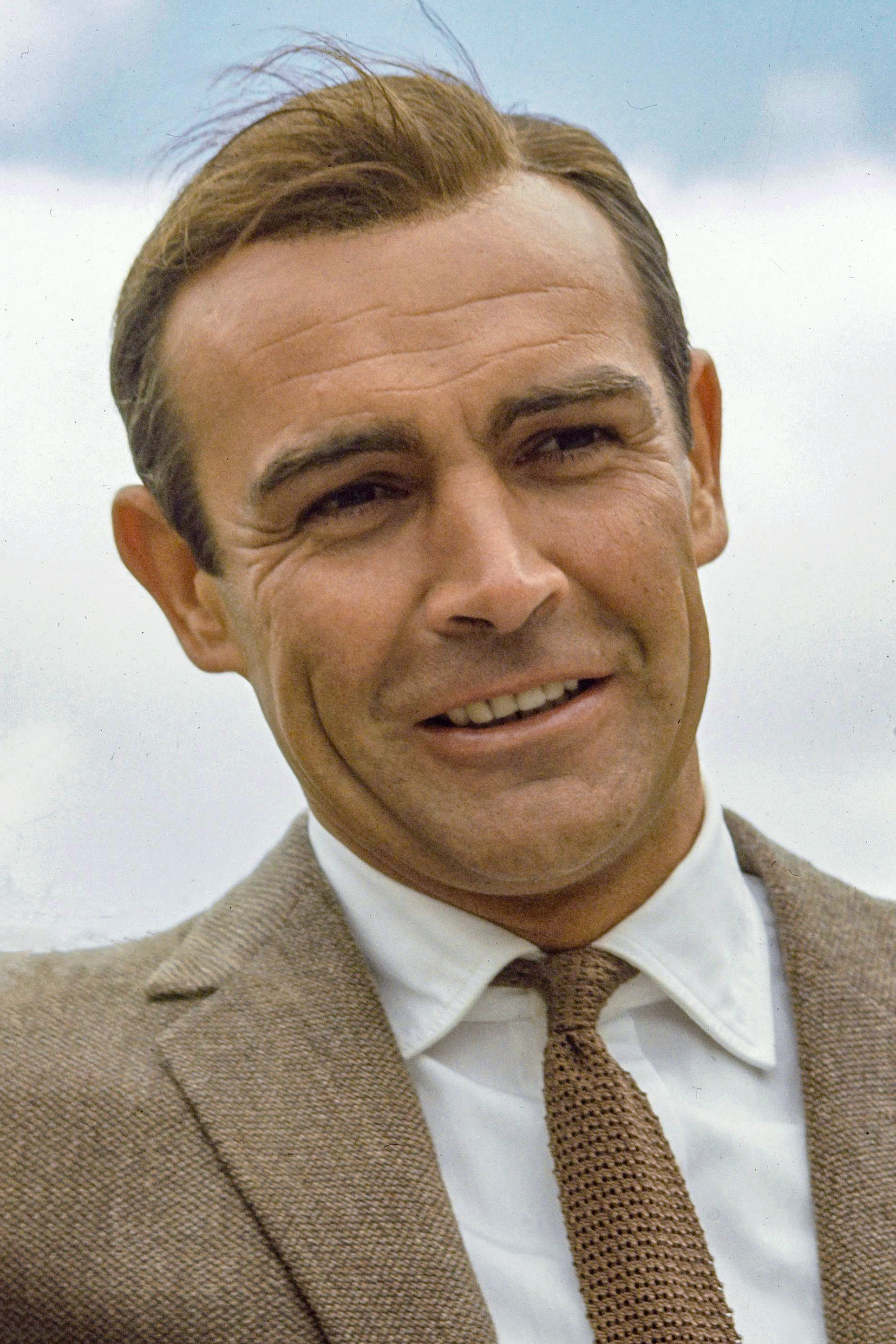
Sean Connery (1964).

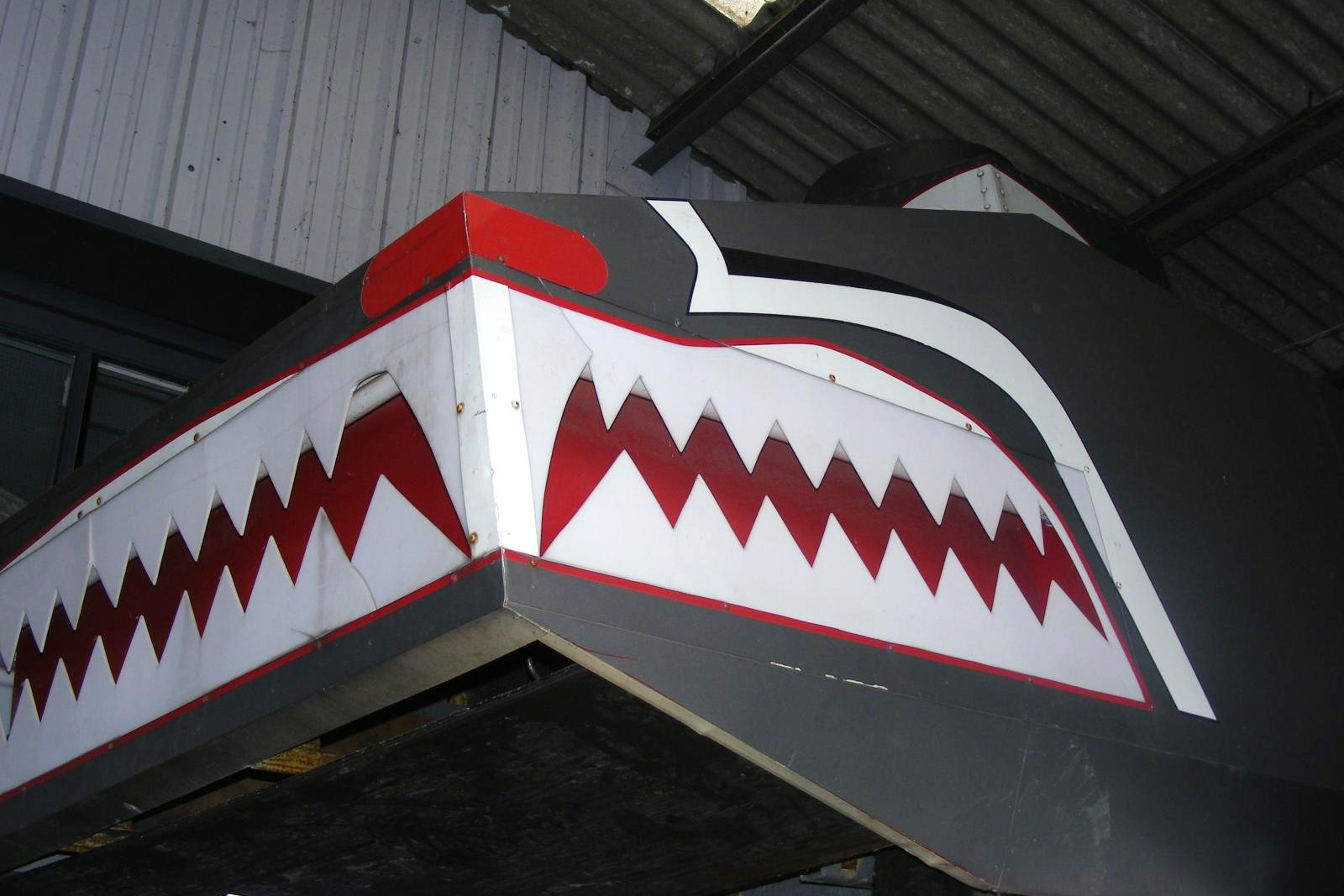
Smok (Dragon Tank)

- Marguerite LeWars – Annabell Chung
- Reginald Carter – Jones
- Louis Blaazer – Pleydell-Smith
- Eric Coverly, Charles Edghill i Henry Lopez – „Trzy ślepe myszy”
- Timothy Moxon – John Strangways
- Robert Rietti –
  - John Strangways (głos),
  - superintendent Duff (głos)
- Dolores Keator – Mary
- William Foster-Davis – superintendent Duff